# Artur Sahlén
Artur Oliver Julianus Sahlén, född 16 februari 1882 i Södra Säms socken, Älvsborgs län, död 12 mars 1945 i Maria Magdalena församling, Stockholm, var en svensk målare, tecknare och grafiker.

## Biografi
Efter ha gått ut Victoria Westbergs målarskola 1903 studerade Sahlén teckning vid Konstnärsförbundets skola, målning för Karl Nordström och vid Académie Colarossi i Paris för Christian Krogh 1907. Han tog 1912 tillsammans med Harriet Sundström och Carl O. Petersen initiativet till att bilda Föreningen Original-Träsnitt och grundade även AB Handpresstryck i Råsunda 1916 som utvecklades till ett förlag för illustrationer i träsnitt. Han företog en studieresa till Tyskland 1914 och var vice ordförande i Grafiska sällskapet från 1929. 
Sahlén är representerad med träsnitt i Nationalmuseum, Malmö museum, Göteborgs konstmuseum, Norrköpings konstmuseum, Västerås konstmuseum, konstindustrimuseerna i Oslo och Köpenhamn, museer i Helsingfors, Åbo, Dresden, Wien, New York, British Museum och Prince Albert and Victoria Museum i London och Honolulu Academy of Arts. Han utförde porträtt i olja, i träsnitt bland andra professorerna Frits Läffler och Gösta Mittag-Leffler, adjunkt Nils Ångström, kapten E. Malmberg och doktor Karl Widstrand. Han uppfann en tryckapparat för träsnitt 1931. Han utgav skrifter om bland annat träsnitt och träsnittssamlingar samt skrev uppsatser i Nordisk familjebok, Ord och bild och Hantverkets bok.